# Laurens Adsen

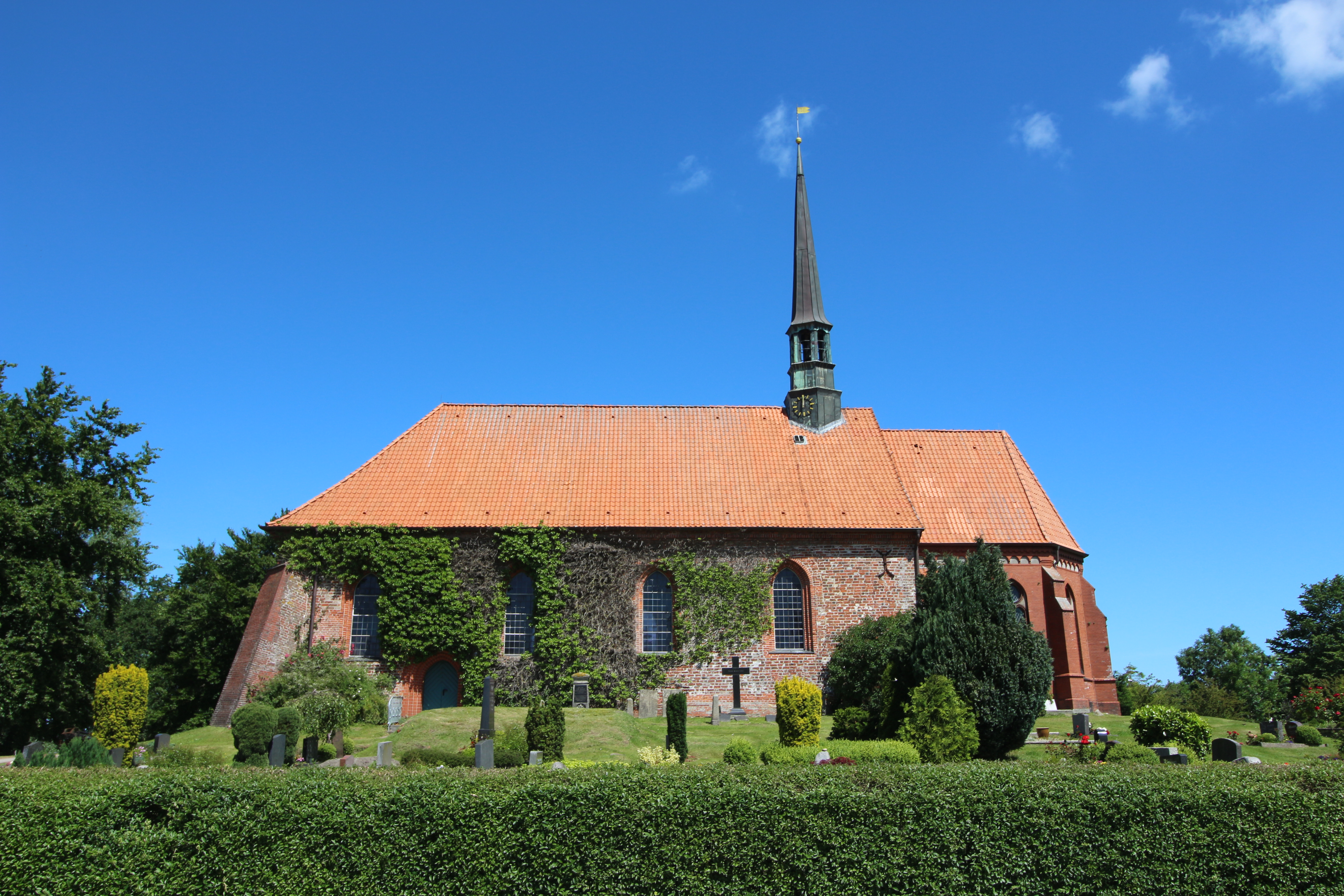
St.-Marien-Kirche und Kirchhof in Witzwort

Laurens Adsen, auch Adtsen oder Atzen, latinisiert: Laurentius Addi (* 1551 oder 1552 auf Nordstrand; † 15. März 1603 in Witzwort, Eiderstedt), war ein deutscher Pastor und Chronist.

## Leben
Adsen studierte ab 1576 Theologie an der Universität Rostock und wurde am 11. April 1581 Dr. theol. zu Wittenberg. Zuerst war er Rektor an der Schule in Tönning und 1581 dann Hauptpastor in Witzwort, wo er bis zu seinem Tod im Jahre 1603 in der 1420 erbauten St.-Marien-Kirche wirkte. Die besonders hohe Kanzel ist auf seine Körpergröße von 3 ½ Lübecker Ellen (knapp über 2 m) zurückzuführen.
Adsen verfasste eine Geschichte Eiderstedts, die jedoch nicht gedruckt wurde und von der keine Abschrift erhalten zu sein scheint. Sie soll bis mindestens 1588 gegangen sein und dürfte keinen Titel gehabt haben, da sie Reimer Hansen zufolge von Ambrosius Reuden in dessen Jsagoge Biblica Bibliorum Sacrorum Complectens Vocabulum ... als Annales Eiderstadenses und von Peter Sax als Annales trium provinciarum Eyderstadensium, Everschop et Utholm ex antiquo libro in seinen Exercitationes Historicae in Ernst Joachim Westphals Monumenta inedita zitiert wird. Berücksichtigung fanden Adsens Aufzeichnungen des Weiteren bei Anton Heimreich, I. M. Kraft und Johannes Moller als auch Johann Friedrich Camerer. Die Zitierung ist nicht selten auf Grund der abgekürzten Darstellung in Form von Anfangsbuchstaben (bspw. R. p. b. m. Dn. L. A. p. q. W. für Referendus piae beatae memoriae Dominus Laurentius Addi quondam Witzwortensis) oder wegen der Angabe nur des Bibliotheksstandortes (bspw. Mss. S. H. 215) schwer zu erkennen.
Da Adsen schon am 16. März 1603, am Tag nach seinem Tod, beerdigt wurde, liegt die Vermutung nahe, dass er wohl der Pest zum Opfer fiel, die seinerzeit in Husum wütete.
Der 1679 in Witzwort geborene und später bis zu seinem Tod 1750 in Delve lebende Pastor gleichen Namens Laurentius Atzen war sein Urenkel. Das Manuskript seines Urgroßvaters soll dieser weder gesehen noch gekannt haben.

## Werk
- Annales Eiderstadenses bzw. Annales trium provinciarum Eyderstadensium, Everschop et Utholm ex antiquo libro